# Oscar Jacobsson
Oscar Jacobsson (* 7. November 1889 in Göteborg; † 25. Dezember 1945 in Solberga församling, Västergötland) war ein schwedischer Comiczeichner; seine Figur „Adamson“ wurde auch international bekannt.

## Leben

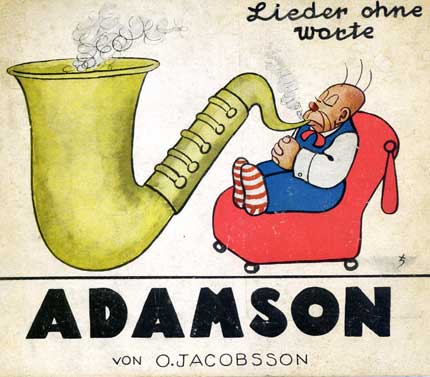
Lieder ohne Worte

Jacobsson begann als politischer Karikaturist, 1918 erschienen seine ersten Zeitungsillustrationen. 1920 wurde er aufgefordert, für die bekannte schwedische Zeitung Söndags-Nisse Comicstrips zu zeichnen. Als Resultat entstand „Adamson“, die Figur eines kleinen, zigarrerauchenden Mannes, der mit Tücken des Alltags zu kämpfen hat. Cartoons mit dieser fast stets schweigenden Figur erreichten in der Folge große Popularität, nicht nur in Europa, sondern auch den USA, China und Japan (im englischen Sprachraum auch unter dem Namen „Silent Sam“).
Jacobsson lieferte darüber hinaus Illustrationen für Magazine und Zeitschriften wie Exlex, Dagens Nyheter oder Lutfisken. Gegen Ende seiner Laufbahn entwickelte er mit „Abu Fakir“ eine weitere Comicfigur. Neben seiner Tätigkeit als Comiczeichner arbeitete Jacobsson auch als Maler.
1965 rief die schwedische Academy of  Comic Art (SACA) zu Ehren Jacobssons den „Adamson Award“ ins Leben, der jährlich einem schwedischen und einem internationalen Comiczeichner verliehen wird.